# Trachelas prominens
Espèce
Trachelas prominens est une espèce d'araignées aranéomorphes de la famille des Trachelidae.

## Distribution
Cette espèce se rencontre au Panama, au Costa Rica, au Nicaragua, au Guatemala et au Mexique dans l'État de San Luis Potosí,.

## Description
Les mâles mesurent en moyenne 4,26 mm et les femelles 4,89 mm.

## Publication originale
- Platnick & Shadab, 1974 : A revision of the bispinosus and bicolor groups of the spider genus Trachelas (Araneae, Clubionidae) in North and Central America and the West Indies. American Museum Novitates, no 2560, p. 1-34 (texte intégral).